# Hopealuistin
Hopealuistin (pełna nazwa w j. fińskim Hopealuistin-palkinto – j. pol. Trofeum Srebrnej Łyżwy) – nagroda drużynowa przyznawana klubowi, który w sezonie zasadniczym w fińskich rozgrywkach hokeja na lodzie Liiga (do 2013 SM-liiga) uzyskał najlepszy bilans bramkowy w tzw. sytuacjach specjalnych (tj. w okresach gry w przewadze i w osłabieniu).

## Zdobywcy
- 1985/1986: Kärpät (1)
- 1986/1987: TPS (1)
- 1987/1988: Tappara (1)
- 1988/1989: Ilves (1)
- 1989/1990: Ilves (2)
- 1990/1991: TPS (2)
- 1991/1992: JyP HT (1)
- 1992/1993: TPS (3)
- 1993/1994: TPS (4)
- 1994/1995: TPS (5)
- 1995/1996: TPS (6)
- 1996/1997: JyP HT (2)
- 1997/1998: Ilves (3)
- 1998/1999: HIFK (1)
- 1999/2000: TPS (7)
- 2000/2001: Tappara (2)[1]
- 2001/2002: HPK (1)
- 2002/2003: TPS (8)
- 2003/2004: TPS (9)
- 2004/2005: HIFK (2)
- 2005/2006: Kärpät (2)
- 2006/2007: Kärpät (3)
- 2007/2008: Blues (1)
- 2008/2009: Blues (2)
- 2009/2010: HIFK (3)
- 2010/2011: JYP (3)
- 2011/2012: Pelicans (1)
- 2012/2013: Kärpät (4)
- 2013/2014: Kärpät (5)
- 2014/2015: Lukko (1)[2]
- 2015/2016: Lukko (2)[3]
- 2016/2017: JYP (4)
- 2017/2018: TPS (10)
- 2018/2019: Kärpät (6)
- 2019/2020: Tappara (3)[4]
- 2020/2021: Lukko (3)[5]
- 2021/2022: KalPa (1)[6]
- 2022/2023: Ilves (4)
- 2023/2024: Jukurit (1)[7]

W nawiasach oznaczono kolejne zdobycie trofeum przez klub.